# Colisión aérea en Armenia de 1981
La colisión aérea en Armenia de 1981 se produjo el 18 de julio de 1981 cuando un Sukhoi Su-15 soviético se estrelló en la cola de un Canadair CL-44 de 18 años y 11 meses de la empresa argentina de transporte comercial Transporte Aéreo Rioplatense que se había extraviado en el espacio aéreo soviético en la República Socialista Soviética de Armenia. La tripulación de tres personas y un pasajero del avión argentino murieron; mientras que el piloto soviético fue capaz de eyectarse de su aeronave y sobrevivir.
Hasta la actualidad, no está claro si el choque fue intencional; el piloto soviético dijo que era un intento deliberado para abatir la aeronave considerada enemiga, mientras que expertos en aviación occidentales que examinaron el accidente dijeron que juzgó mal una curva y posteriormente inventó una historia de sacrificio. Otras versiones aluden directamente a un disparo de misil antes de que pudiera salir del territorio soviético.

## Antecedentes
Como parte del caso Irán-Contra, Israel y Argentina colaboraron con Estados Unidos para enviar armas a Irán para ayudar a armar una contrarrevolución en Nicaragua. La empresa Transporte Aéreo Rioplatense, fue revelada para ser operada por funcionarios de alto rango de la Fuerza Aérea Argentina, que se transportan equipo militar de Israel a Irán, en apoyo de este último durante su guerra con Irak.
El escocés Stuart Allen McCafferty fue contratado para transportar 360 toneladas de tanques, repuestos y municiones hechas por los Estados Unidos desde Tel Aviv a Teherán. McCafferty supuestamente dirigió a numerosos vuelos chárter a Estados Unidos, ofreciéndole a dicho país 175.000 dólares para operar 15 vuelos que llevarían "productos farmacéuticos" entre Israel e Irán, pero su propuesta no obtuvo interés. En junio de 1981, McCafferty viajó a Buenos Aires, donde persuadió a la empresa Transporte Aéreo Rioplatense y contrató a su avión de carga CL-44.
Después de completar los primeros dos (de los doce) vuelos desde Tel Aviv a Teherán, a través de Lárnaca en Chipre, la aerolínea regresaba a Chipre después de haber entregado el tercer vuelo de entrega a Irán el 18 de julio de 1981, cuando ocurrió el incidente.

## Incidente

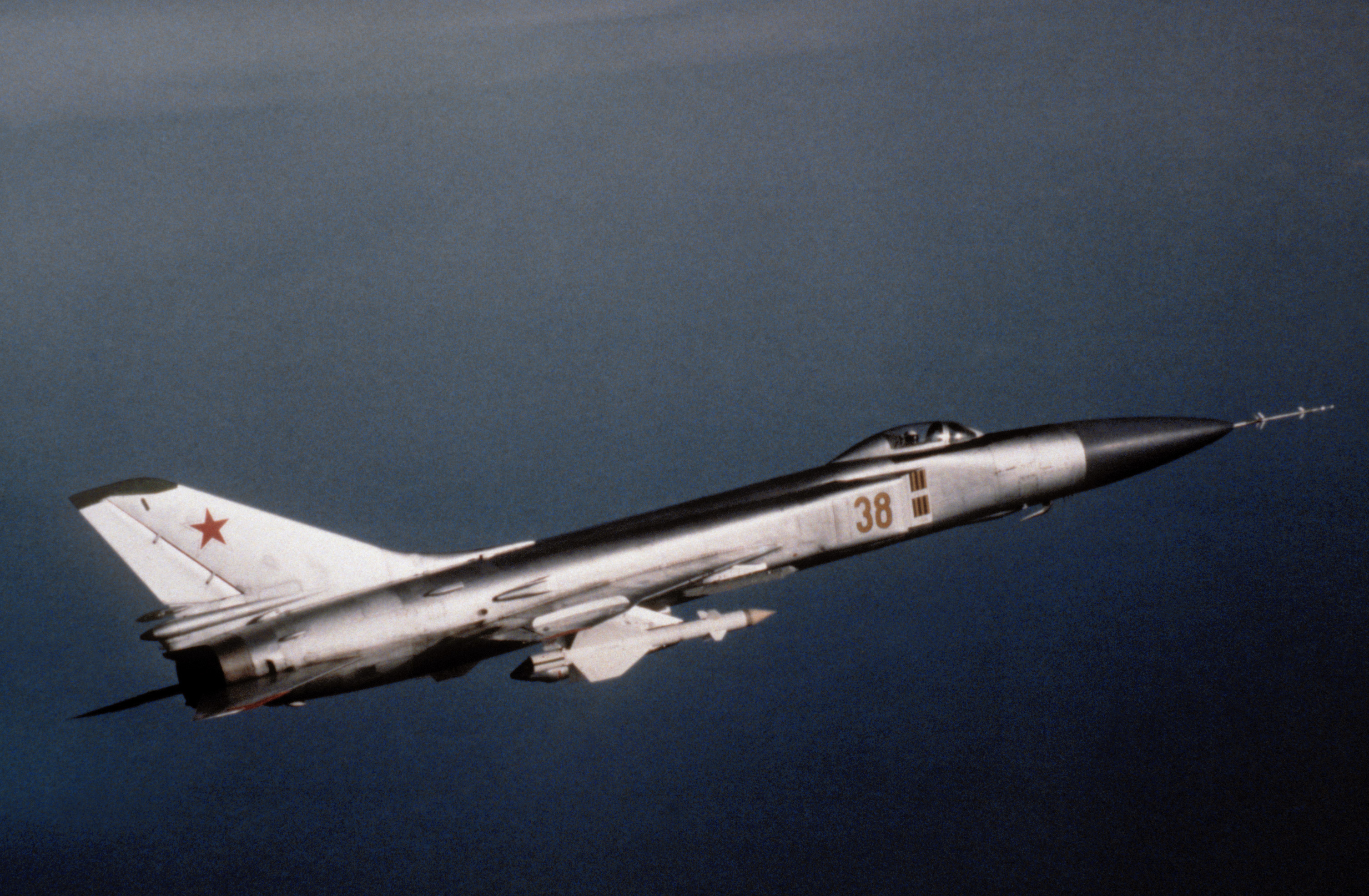
Un avión caza Su-15.

En su vuelo de regreso de Teherán, el avión se desvió de su curso. Luego, en dirección a la frontera con Turquía, se perdió en el espacio aéreo soviético en la República Socialista Soviética de Azerbaiyán, lo que llevó a los soviéticos el envío de un Su-15 para interceptar la aeronave. Según los informes soviéticos, la tripulación no respondió a las llamadas de radio y señales visuales de los pilotos del avión de combate.
La tripulación del CL-44 trató de alejarse de la zona, y el piloto soviético dirigió su avión a la cola de la aeronave argentina, provocando la colisión aérea a 50 kilómetros de Ereván, en la República Socialista Soviética de Armenia. El piloto de combate soviético logró expulsarse y sobrevivir, pero los 4 ocupantes de la CL-44, que eran 3 tripulantes llamados Héctor Cordero, Hermette Boasso y José Butragueño y el escocés McCafferty, fallecieron. Jenni, el traficante de armas que adquirió las armas que habían sido entregados por el avión a Teherán, alegó que el avión fue derribado a 201 kilómetros en territorio turco.

## Investigación
Los medios argentinos, afectados por el "cerrojo informativo" de la dictadura militar, simplemente aludían a la caída y a la investigación que llevaba la embajada de dicho país en Moscú, a cargo de Leopoldo Bravo.
El medio británico Sunday Times, aludió a un disparo de misil y a un cambio de curso del avión argentino, en principio generado con un movimiento del balizamiento que lo desvió pocos kilómetros hacia su territorio.
Años más tarde, el brigadier Rodolfo Echegoyen, quien investigaba el caso para la embajada argentina en Moscú, apareció muerto con un disparo en la boca y varios golpes en su rostro. Aunque hubo sospechas, esa muerte no se la pudo relacionar de forma directa con el accidente aéreo.

## Galería

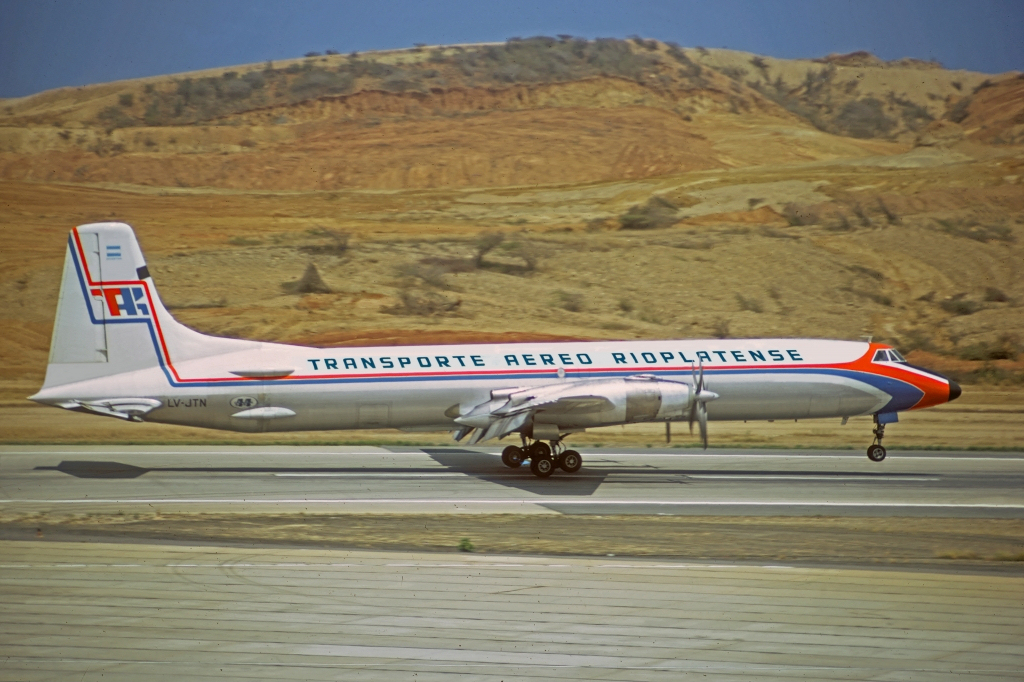
El avión involucrado en el accidente fotografiado en marzo de 1972 en el  Aeropuerto Simon Bolivar.
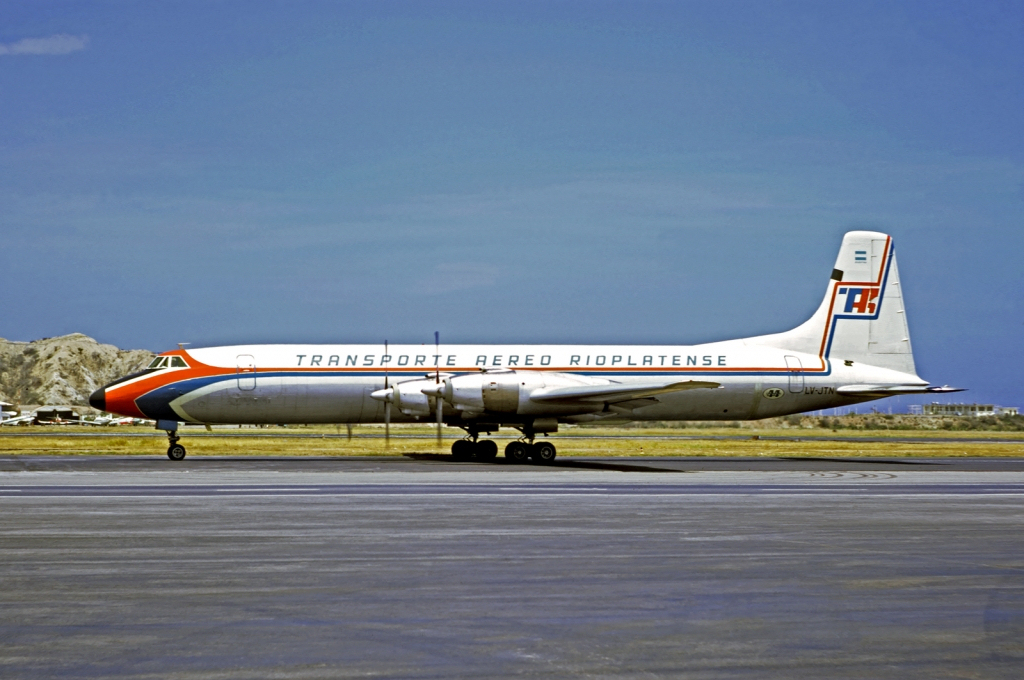
El avión involucrado en el accidente fotografiado en marzo de 1972.